# Llista de les dinasties musulmanes xiïtes
La següent és una llista de dinasties musulmanes xiïtes:

## Egipte i Nord d'Àfrica
- Idríssides (780-985)
- Califat Fatimita (909-1171)
- Banu l-Kanz (1004–1412)[1]

## Sicília
- Kàlbides (948–1053)

## Espanya
- Hammudites (1016–1073)

## Península aràbiga
- Ukhaydírides (865-1066) a Al-Yamama
- Rassites (893-1970) del Iemen
- Sulàyhides (1047-1138) del Iemen
- Regne Mutawakkilita del Iemen (1926-1970)
- Càrmates (900-1073) de Bahrain
- Uyúnides (1076-1239) de Bahrain.[2]
- Usfúrides (1253-1320) de Bahrain
- Jarwànides (1305-1487) de Bahrain.[3]
- Jàbrides (1417–1524) de Bahrain
- Banu Khalid (1669–1796) de Bahrain

## Síria i Iraq
- Hamdànides (890-1004)
- Mazyàdides (961-1163) (Iraq central i del sud)
- Numairites (990-1081) (Iraq occidental).[4]
- Uqàylides (990-1169)
- Mirdàsides (1024-1080)

## Iran
- Djustànides (791–974)
- Alides del Tabaristan, Gilan i Daylam (864-929)
- Ziyàrides (928-1043)
- Buwàyhides (934-1062)
- Hasanwàyhides (959-1015)
- Kakúyides 1008-1051)
- Alamut (1090-1256)
- Il-kanat (1256-1335)
- Sarbadàrides (1332-1386)
- Jalayírides (1335-1432)
- Cobànides (1335-1357)
- Indjúides (1335-1357)
- Qara Qoyunlu (1375-1468)
- Dinastia de Muixaixa (1436-1729)
- Imperi Safàvida (1501-1736)
- Afxàrides (1736-1796)
- Kanat de Shaki (1743-1819)
- Kanat de Gandja (1747-1804)
- Kanat de Karabagh (1747-1822)
- Kanat de Talish (1747-1828)
- Kanat de Xirvan (1748-1820)
- Zands (1750-1794)
- Qajars (1785-1925)
- Pahlevis (1925-1979)

## Índia
- Bahmànides (1347-1527)
- Jaunpur (1394-1479)
- Sultanat de Bidar (1489-1619)
- Sultanat de Berar (1490-1572)
- Kutubxàhides 1518-1687)
- Sultanat de Bijapur (1527-1686)
- Rampur (1719–1949)
- Nababs d'Oudh (1722–1858)
- Nabab de Bengala (1757-1880)

## Pakistan
- Talpur (1783-1843).[5]
- Hunza
- Principat de Nagar

## Caixmir
- Chak (1561–1588)[6]

## Sud-est d'Àsia
- Daya Pasai (1128–1285).[7]
- Bandar Kalibah[7]
- Moira Malaya[7]
- Kanto Kambar[7]
- Robaromun[7]

## Àfrica Oriental
- Sultanat de Kilwa (957-1506)[8]